# Аґапантія
Аґапа́нтія (лат. Agapanthia Audinet-Serville, 1835) — рід жуків з родини вусачів. Назва походить від грецьких слів αγαπη — "Любов" і ανθος — "квітка", що у буквальному перекладі означає "квітколюб".

## Систематика
- Аґапантія зеленкувата (Agapanthia villosoviridescens De Geer, 1775)
- Аґапантія будякова (Agapanthia cardui Linnaeus, 1767)
- Agapanthia amicula, Holzschuh, 1989 - Туреччина
- Agapanthia angelicae, Reitter, 1898 - Піренеї, Північна Африка
- Agapanthia annularis, Olivier, 1795, - Піренеї, Північна Африка
- Agapanthia asphodeli, Latreille, 1804 - Європа, Росія, Північна Африка
- Agapanthia detrita, Kraatz, 1882 - Середня Азія
- Agapanthia nicosiensis, Pic, 1927 - Кипр
- Agapanthia pesarinii, Reitter, 1898 - Туреччина